# Temporada 1921-1922 del Liceu
La temporada 1921-1922 va debutar al Liceu Giacomo Lauri-Volpi, aconseguint un èxit espontani per la seva veu, presentació i manera de cantar. Aquest cantant tindria després una dilatada carrera i cantaria en la gala d'homenatge a Joan Antoni Pàmias, el gener de 1972, als vuitanta anys.
| Temporada 1921-1922 del Liceu |                   |                     |                   | |           |                     |
| Òpera                         | Compositor        | Director musical    | Director d'escena | Papers principals | Producció | Dates               |
| La favorita                   | Gaetano Donizetti | Pasquale La Rotella |                   | Aga Lahowska, Hipòlit Lázaro, Enrico Molinari, José Torres de Luna, Vicenç Gallofré, Alexina Zanardi                                                    |           | 24, 27, 29 novembre |
| Thaïs                         | Jules Massenet    | Josep Sabater       |                   | Ivan Ivanzov, Geneviève Vix, Vicenç Gallofré, Enriqueta Aceña, Conrad Giralt                                                                            |           | 10 al 12 de febrer  |
| Carmen                        | Georges Bizet     | Pasquale La Rotella |                   | Aga Lahowska, Antoni Saludas, Enrico Molinari, Carlota Delys                                                                                            |           |                     |
| Rigoletto                     | Giuseppe Verdi    | Pasquale La Rotella |                   | Hipòlit Lázaro, Enrico Molinari, Celys Beralta (dia 1) / Ada Sari (dia 17), José Torres de Luna, Elena Lucci                                            |           | 1 i 17 de desembre  |
| Madama Butterfly              | Giacomo Puccini   | Pasquale La Rotella |                   | Maria Llàcer, Elena Lucci, Purita Taboada, Antoni Saludas, Alessandro Antonoff, Vicenç Gallofré, Antoni Oliver, Conrad Giralt, Josep Ricart, Sr. Rufart |           | 10, 12 desembre     |
| Il trovatore                  | Giuseppe Verdi    | Pasquale La Rotella |                   | Enrico Molinari, Maria Llàcer, Aga Lahowska, Hipòlit Lázaro, Conrad Giralt, Enriqueta Casas, Antoni Oliver, Josep Ricart                                |           | 22 desembre         |
| Rigoletto                     | Giuseppe Verdi    | Josep Sabater       |                   | Giacomo Lauri-Volpi, Domenico Viglione-Borghese, Maria Ross, José Torres de Luna, Elena Lucci                                                           |           | 20 i 23 d'abril     |
| La favorita                   | Gaetano Donizetti | Josep Sabater       |                   | Aga Lahowska, Giacomo Lauri-Volpi, Domenico Viglione-Borghese, José Torres de Luna, Vicenç Gallofré, Alexina Zanardi                                    |           | 25 abril            |
| Tosca                         | Giacomo Puccini   |                     |                   | Giuseppina Baldassare-Tedeschi |           | juliol              |
| El barber de Sevilla          | Gioachino Rossini | Pasquale La Rotella |                   | Fernando Carpi, Ferdinando Vincenzi, Ada Sari/Bertha Grimm-Mittelmann/G. Giménez, Enrico Molinari, José Torres de Luna, Purita Taboada, Vicenç Gallofré |           |                     |